# アンダカの怪造学
『アンダカの怪造学』（アンダカのかいぞうがく）は、日日日による日本のライトノベル。イラストはエナミカツミが担当。角川書店（角川スニーカー文庫）より2005年5月から2009年3月まで刊行された。第8回角川学園小説大賞（優秀賞）受賞作。かつて『ザ・スニーカー』にてスピンオフ短編シリーズ『ジャンクガール・ジグ』が連載されていた。

## ストーリー
遠い異世界・虚界（アンダカ）に住む怪造生物（モンスター）たちを召喚し、利用する「怪造学」。空井伊依（すかいい いより）は、その「怪造学」を研究する怪造学者（モンスティスト）となり、怪造生物と共存できる世界をつくることを夢見る少女である。彼女はその夢を叶えるため、怪造学を学ぶ学校・古頃怪造高等学校の入学試験を受けるが…。

## 登場人物
空井 伊依（すかいい いより）
本作の主人公。怪造学教授・空井滅作の娘。ただ一人「魔王（ダーク・オズ）」を怪造することができる怪造学者見習（モンスティスト・エッグ）。「怪造生物は友達」を信念とする。古頃大祭において「喜悦」の代行者となる。怪造生物と強い信頼関係を結ぶことができ、そのため怪造生物の力を最大限に引き出すことができる。前向きな性格で、時に傷つきながらも自分の理想である「怪物と人間が共存できる世界」の実現を目指す。彼女の怪造実習の担当の教師が次々と不祥事を起こしたことから、教師の間では「教師潰し」として恐れられている。
母方の姓は寂憐院（じゃくれんいん）。幼い頃は寂憐院家で生活し、現在とは比べ物にならないほど後ろ向きな性格をしていたが、幼馴染である遊との出会いをきっかけに怪造学を知り、怪造学者を目指すようになる。髪型のツインテールは母・秘依（ひより）から受け継いだトレードマークである（貧乳も受け継いだらしい）。「肉体道楽」と悲哀大公の戦闘の最中、遊に告白され、付き合うことになった。
空井 滅作（すかいい めっさく）
伊依の父。怪造学の進歩を100年早めた、世紀の天才など言われるほどの優れた怪造学教授（レイ・モンスティア）。3年前に「魔王」の改造に失敗して死亡。怪造学会の元執行部部長で、現部長の爆川嫌凪にはオッサンと呼ばれている。
現在では伊依の首に掛かっているドクロの首飾りの形をした呪いのアイテム（実は怪造生物）に意識を移しており、その声は伊依と怪造生物にしか聞こえない。伊依に「魔王」を怪造させるために首飾りになったはずだったが、1巻で伊依が「魔王」を怪造してからも成仏していない（本人曰く、伊依が魔王や怪造学会に利用されないか心配であるためとのこと）。傲岸不遜な性格で、普段は伊依をけなしているが本当は心配している。一方伊依からは邪険に扱われ、事あるごとに「成仏しろ」と煙たがられており、伊依に「パパ」と呼ばれては悶絶している。

### 伊依に名付けられた怪造生物
桃子（ももこ）
「雪童（クールキューティ）」という下級二位の怪造生物。伊依の親友。伊依をかばい上級一位の「鳳凰（フェニックス）」に焼かれてしまうが、その後「魔王」によって再構成・強化される。その結果、上級一位の「零時鏡（バロン・ヘロメロ）」と戦えるほど強くなったが、「鳳凰」とは逆に「周囲全てを居るだけで凍てつかせる」ようになってしまった。再生前は童女、再生後は雪女を思わせる美女の姿をしている。唯一「くるさだんちゅら」という言葉だけを話す。
梅子（うめこ）
「愛天使（シャリテコラール）」という中級一位の怪造生物。伊依が初めて出会ったときは、倉波無楽によって善（梅子）と悪（イーヴィル）に分裂させられていたが再び融合した。少々人間不信の気があるが、基本的には無邪気な性格。甘いものが好きらしい。複雑な比喩表現は理解できない。「梅子」という名前をダサいと思い、あまり気に入っていない（逆にジェニファーという名前については「ナウい」と思っている）。
ジェニファー
伊依が遊から預けられた怪造生物。遊は「卵姫（アイ・ドール）」という種類だと偽っていたが、実際には「食命花（カンタレラ）」と「門（GATE）」を遊の能力によって融合させた生物。一見して植物のようであり、伊依でもその考えは読めない。遊の命により伊依の生命力を吸い取り気絶させたが、その後遊の暴走を止めようとする仕草を見せるなど、何らかの形で伊依の影響を受けていたと思われる。

### 伊依の戦友
戦橋 舞弓（たたかはし まいゆみ）
白髪赤目の侍少女。一本気な性格で、頭より身体を使うほうが得意な肉体派。結構繊細なところもあり、義兄や実母のことに触れられると動揺する。意外と家庭的で、料理上手。少々ブラコン気味。陸戦坂家で育てられ、義兄の砲矢のような「天使」になることを目指している。「虚無大公」となにか関わりがあるらしい。身体能力が飛び抜けて高く、怪造生物と普通に戦うことができる。しかしその一方で、普通の怪造はできないという弱点を持つ。扉破りの常習犯で、「教室潰し」として恐れられている。
　「朧武朧（おぼろぶろう）」という銘の刀を常に持ち歩いている。この刀は呪文によって槍・弓など様々な武器に形を変えられる虚界呪具（マテリアル）であり、「物造」という珍しい技術が使われている（舞弓は「怪造剣」と呼んでいた）。彼女がこの刀を所有しているのには、実母が唯一の物造成功者・戦橋危香（たたかはし あやうか）であることも関係していると思われる。仇祭　遊に唇を奪われた事がある。制服を袴などの和風に改造して着ているが、血影によってメイド服を着せられたこともある。
　実は、生まれる前に虚無断片を埋め込まれて誕生した人間と怪造生物のハーフ。虚界呪具「虐十字」と虚界呪具「朧武朧」を操れる唯一の人物であり、虚無断片を取り込んだ2つの虚界呪具を装備することで、魔王を倒す決戦兵器となる。
仇祭 遊（あだまつり ゆう）
伊依の幼馴染。伊依の義兄・寂憐院孤独（じゃくれんいん ひとり）の息子で、伊依の血の繋がらない甥でもある（母親の連れ子であるため）。寂憐院家で孤独だった幼い頃の伊依に怪造学の楽しさを教えた。「肉体道楽（ヴェクサシオン）」という怪造生物に化け物の右目を埋め込まれて以来、「怪造生物は危険であり人間はアンダカから離れなければならない」という考えを抱き、自身が所属していた亜玉怪造高等学校を崩壊させる。
転校先の古頃で伊依と再会、彼女を怪造学から遠ざけようとするが逆に自分の暴走を止められた。
人をからかうのが好きという困った性格をしている。伊依のことを大事に思っており、あらゆる危機から守ろうと決めている。舞弓とは犬猿の仲。
「肉体道楽」と悲哀大公の戦闘の最中、伊依に告白し付き合うことになった。

### 伊依のクラスメイト
魅神 香美（みかみ かみ）
伊依の親友。入学試験当初ですら中級一位を怪造できた優秀な生徒。怪造生物に関する知識も広く持っており、怪造生物を一目見るだけでその種類をほぼ特定できる。趣味は腐乱死体。かなりマイペースな性格だが、桃子の死で落ち込む伊依を励ましたり、戦いに向かう伊依を何度も引き止めたりなど、友人思いな面も持ち合わせている。かなりのナイスバディの持ち主。伊依から「カービィちゃん」と呼ばれているが、そういわれるたびに訂正している。
学業・実技すべてにおいて優秀な成果を出せる天才で、その才能から周囲の人間に「化け物」と呼ばれ利用されることも多かった。
唯一の親友だった志田桐涼女が植物状態になってからは、伊依と出会うまで人と付き合わないようにしていた。
片津 理夢（かたつ りむ）
伊依のルームメイト。とても内気な性格で部屋にいるときはほぼいつも布団にもぐっており、伊依と話すときはなぜかいつも筆談。何かと融通を利かせてくれたり、忠告をしてくれたりと伊依にとってはとても便利な存在。
　実はすでに死亡しており亡霊として空蝉寮に残っていたが、「肉体道楽」に食われてしまった。虚無断片の一つを与えられていた。
魑魅寺 屍丸（ちみでら かばまる）
伊依のクラスメイト。目を開けたまま寝る癖があり、こうして寝ているときは死体のように見える。伊依に強烈に片思いしており、伊依を巡って遊と対決をしたこともある。次郎花に睨まれている。
駒崎 学（こまざき まなぶ）
伊依のクラスメート。屍丸の親友ということだが、その関係については謎が多い。物腰丁寧だが、親友の屍丸にはなぜかぞんざいな扱いをする。どうやら、忍者の家系らしい。
美咲 次郎花（みさき じろうはな）
伊依のクラスメイトで校内有数の美少女だが、非常に訛りが強い。制服と頬に星に2と書かれたシールを貼っている。授業で怪造に失敗したとき伊依に助けてもらったことをきっかけに伊依と親友になるが、いつの間にか恋心まで育っている。そのため、伊依を巡って、屍丸とともに遊と対決をしたこともある。
実家は花屋で、古頃怪造高等学校で有名な美人三姉妹・美咲三姉妹の末妹。

### 新生古頃怪造高等学校の生徒
無城 鬼京（むじろ ききょう）
物造の研究者・無城美国（むじろ びくに）の孫。元は亜玉怪造高等学校の生徒であり、「亜玉の魔女」と呼ばれていた。常人と異なる言動・考えを好む天邪鬼。れっきとした男性であるが、女子の制服を纏っている。伊依のファーストキス（二巻で舞弓が溺れた伊依の応急処置の為にファーストをしたような描写もある）を奪った。古頃大祭において「憤怒」の代行者となる。
　祖父の死後、物造を個人的に研究しており、壊れた「朧武朧」の修復方法を探す舞弓に協力した。
虚島 罠奈（こじま わなな）
怪造学界に名を残す虚島慈樹（こじま いつき）博士の一人娘。元は殻蛇怪造高等学校の生徒であった。「姫」と呼ばれるほどのカリスマ性の持ち主だが、本当は小説を書くのが好きな普通の少女。怪造学校を卒業したあとは、「裏」研究部に就職した。眼球以外の顔のパーツがないため、普段は鉄仮面をかぶっている。古頃大祭において「悲哀」の代行者となる。
山田 魔夜（やまだ まや）
伊依達よりひとつ年上の保健室登校児。小柄な体格と内気な性格で広所恐怖症。そのため、普段は熊のきぐるみを着ている。
その後、ちゃんとクラスに行って授業を受けるようになったが、猫耳をつけられたり語尾を変にされたりいじられキャラになっている。
美咲 太郎花（みさき たろうはな）
次郎花の姉。次郎花にそっくり。普段は普通の言葉遣いであるが、気を抜くと地である田舎臭い訛りを使う。放送部。
志田桐 涼女（しだぎり すずめ）
新生古頃の新入生。香美の小学校時代の唯一の友人。魔王の怪造を研究していた志田桐　負名（しだぎり おうな）の娘。香美の前で魔王を怪造しようとして失敗し、肉体が粉砕。「走馬燈処刑騎士」によって肉体が修復された後も植物状態に陥り、生命維持装置を切られ死亡した。
魔王を喰うことをもくろんだ「肉体道楽」によって復活させられるが、伊依や香美を守るため「肉体道楽」を裏切り再び死亡。
香美とは逆にあらゆることに才能がなかったが、他者を利用することでなんとかのりきっていた。
可愛らしさの中に獰猛な本性を隠し持つ少女。

### 偽の殻蛇怪造高等学校の生徒
戯小路 アルテ（ざれのこうじ あるて）
偽の殻蛇怪造高等学校で生徒会長を名乗っていた少女。その正体は「肉体道楽」。自分こそが無敵であり、他者による助けなど必要としないと豪語する。
本当の名前は、寂憐院友樹（じゃくれんいん ゆうき）。伊依の義兄・寂憐院孤独の娘（孤独が実験の為に自分の肉に魔力などを与えて作った命）で、遊の血の繋がらない姉。信じていた父やイツキ派の怪造学者に拒絶され、造られた目的である魔王を超えることに執着している。無敵を称するのは弱い自分を隠すためであり、そのため伊依の言葉にしばしば動揺している。
伊依との闘いによって、今まで吸収してきた怪造生物を虚界に送り返され、普通の人間となった。
喪時 飽友（もとき あきとも）
偽の殻蛇怪造高等学校で副会長を名乗っていた少年。その正体は「憤怒」の臣下である怪造生物「零時鏡（バロンヘルメロ）」。かつて舞弓の母・危香を殺した。
巴 已己巳（ともえ いこみ）
偽の殻蛇怪造高等学校で書記を名乗った少女。その正体は「喜悦大公」の化身。感情をあまり感じさせない言動をとるが、現界の常識を知らないゆえにピントの外れたことをいうことも多い。自分を初めて友達と呼んでくれた伊依を信頼し、彼女に協力している。

### 古頃怪造高等学校の教職員
宇宙木 氷蜜（うつき ひみつ）
古頃怪造高等学校の校長であり怪造学会の教育部長。怪造学教授（レイ・モンスティア）になるための試験で怪造した上級一位の怪造生物「氷雪舞姫（ヘルシャーベット）」の制御に失敗し呪われる。このとき取り憑いた「氷雪舞姫」に常に体温を奪われ続けているため、室温が50度を超えるような暖房をしていなければ耐えられないほどの極端な寒がり体質になっている。また、その怪造生物に常に生命力を奪われ続けているため、寿命があと数年しか残っていない。
外見は怜悧な美女だが、一方で人を困らせるのが好きという困った性格の持ち主。蟻馬をいじめるのが好きらしい。しかし停滞している怪造学界を変えるために伊依や舞弓といった原石たちを古頃に入学させるという柔軟な発想を持っている。ちなみに最終兵器は「給料カット」。かつては、滅作の部下だった。
蟻馬 磁獄（ありま じごく）
古頃怪造高等学校の教員を務める怪造学者。“天才”として入学試験に合格した伊依を妬み、嫌がらせを仕掛けるが、逆に励ましとして受け取られている。端正な顔立ちをしている。宇宙木からは事あるごとに嫌がらせをされる。
錬ノ島 了信（れんのしま りょうしん）
古頃怪造高等学校の第3倉庫に住む怪造学者。伊依の怪造実習の最初の担当。自身の不注意により喪ってしまった妻と子どもを生き返らせるため「鳳凰」を怪造しようと試みるが、怪造した「鳳凰」に上半身を食いちぎられ死亡してしまう。
妖森 吉音（あやかしのもり きつね）
伊依のいる1年星組の担任教師。異様なノリを持つ。怪我をした伊依を心配したり、怪造生物を愛さない遊に対して忠告をするなど、生徒思いな面を持つ。
倉波 無楽（くらなみ ならく）
古頃怪造高等学校の倉庫Bを改造した研究室に住み、呪具の製作を専門とする怪造学者で、戦橋舞弓と陸戦坂砲矢の古くからの友人。伊依と舞弓の怪造実習を担当していた（伊依にとっては2人目の担当）。善（梅子）と悪（イーヴィル）に分離させた「愛天使」を使い世界を滅ぼそうとするが、伊依と舞弓により阻止される。
怪造学界によって捕らえられたあとは、「裏」研究部で働いている。
　かつて、親友であった砲矢とともに舞弓の実母である危香に怪造学を教わっていた。
園日暮 案寿（そのひぐらし あんじゅ）
古頃怪造高等学校の新米教師。信仰に厚く、いつも神に向かい祈っている。かなりのドジで、学校の中では舞弓に次いで物をよく壊す（本来爆発するはずの無いものですら爆発させる）。スーツの上に修道着を着るという変わったファッションをしている。
然自堂 喜塊（ぜんじどう きかい）
ハッピー・クウネル
保健室の先生。非常に体が弱い。

### 空蝉寮の住人
闇宮 影文（やみみや かげふみ）
空蝉寮に住む謎の少年で血影の弟（という設定）。実は「虚界」の四大大公の一人「虚無大公」。戦橋危香と面識があるらしい。基本的に傲岸不遜な性格だが、ゲームに熱中するなど、時々外見相応の子どもらしい一面も見せる。
魔王復活後は、なぜか青年の姿となって彼の傍にいる。
かつては危香の助手をしたり、彼女のために魔王の私物である虚界呪具を盗み出したが、激怒した魔王の差し向けた「零時鏡」に危香を殺され、魔王に復讐を誓った。
　舞弓の実父であり、彼女を決戦兵器とした張本人でもある。
闇宮 血影（やみみや ちかげ）
古頃怪造高等学校の寮のひとつである空蝉寮〜君が人形になる前に〜の寮母で影文の姉（という設定）。コーンスープに味噌汁の素や蜂蜜を入れたりおにぎりにアーモンドを入れたりと意味不明な料理を作る。その正体は、影文こと「虚無大公」の護衛役であり、虚無断片の一つ。舞弓と初めて出会ったときに、強い衝撃を受けていたのは、彼女が殺された戦橋危香のわずかに残った血肉から作られたためである。寮生たちとの交流を通し、徐々に人間らしくなってきている。

### 怪造学会
激流院 潮静（げきりゅういん うしおしずか）
怪造学会総長。普段は、多くの怪造学者と共にある人物の封印に集中している。神々しい外見とは裏腹に、非常に豪快かつ豪胆な性格の持ち主。が、方向音痴で世間知らずという弱点あり。何事にも冷めており、唯一感情を露にするのは「魔王」に関する事のみ。人間にも関わらず「肉体道楽」に恐怖されたり、本部で封印されていたのが彼にそっくりの人物だったことなど、謎が多い。
　かつて魔姫のために虚界を創造した。つまり、彼自身が魔王である（もしくはその複製）。
久渡 貴乃子（くど きのこ）
怪造学会副総長。総長に代わり、怪造学会を運営している。非常に回りくどい喋り方と異常に大きい帽子が特徴。総長を愛していて、その態度は献身的とも言える。普段は慇懃無礼な態度をとっているが、総長の前だと普通の少女のような態度をとる。怪造学会に所属する前は、スパイをしており、「赤鼻の馴鹿（トナカイ）」のコードネームで知られていた。仕事で潜入した怪造学会で、総長と出会い、自分を必要としてくれた彼の傍にいるようになった。
　復活した魔王を止めるべく、自爆する。
爆川 嫌凪（はぜかわ やなぎ）
怪造学会執行部長。女性。滅作の元部下でもある。なにかにつけて「死ね」というが、その物騒な口癖とは裏腹に明るくさばさばした性格の持ち主。短気なところが欠点。最年少の怪造学教授。同僚の不動とは仲が悪く、顔を合わせるとすぐ殺し合いに発展する。怪造学会の実働部隊の長であるため、その戦闘力はかなりのもの。前任の滅作とは違い、無益な殺生はしない主義。虚島の研究所出身。
　本作の前日談である『ジャンクガール・ジグ』の主人公。
不動 霧晴（ふどう きりはる）
怪造学会役番無し。怪造生物の殺戮を好み、特に「肉体道楽」に対しては強い恨みを抱いている。爆川とは犬猿の仲。
　怪造学界史上、もっとも悲惨な事件である「無情洞事件」の唯一の生き残りであり、危香によって救出された過去を持つ。
鬱宮 嘘（うつのみや うそ）
怪造学会研究部長。天才的な頭脳を持ち、怪造学の研究に日々貢献している。一方で度を越えた人間嫌いで、いつも研究室にひきこもっている。その正体は「禁忌怪造生物」にして「偶発的怪造生物」である「迷宮王（カオス・コア）」。虚無断片の一つである。
高橋 十（たかはし とう）
怪造学会防衛部長。鎧を着込んだ巨人という外見に反し、怪造学会では最もまともな人間である。怪造学会の良心。「ギ。」としか喋れない。舞弓と対面した際に、彼女に「自分を使え」と命じた。本当の名は「戦橋十号」といい、虚界呪具「虐十字（スーサイド・アタック）」である。

## 怪造生物
魔王（ダーク・オズ）
「『虚界』（アンダカ）の支配者であり『虚界』そのもの」と恐れられる怪造生物。姿は闇そのもので、他のどの怪造生物よりも高い戦闘能力を持つ。
現界を征服するために、伊依を利用しようと企んでいる。
　その顔は、潮静に瓜二つ（彼のオリジナルないしは複製であるため）。怪造学会本部で封印されていた汚点。潮静に激しい憎悪を抱き、また世界を憎んでいる。全ての怪造生物の王であるが、魔姫を愛するがゆえに彼女に逆らうことは出来ない。
虚無大公（ゲームオーバー）
虚界の「四大大公」の一人。とある事件から、「虚界」を追放され、現界で闇宮影文として生活している。
喜悦大公（パイドパイパー）
「虚界」の「四大大公」の一人。現界では、巴　已己巳として行動する。争うことを嫌い、伊依に協力を求める。
憤怒大公
「虚界」の「四大大公」の一人。赤い竜の姿をしている。単純で粗暴だが、気はいいガキ大将的な性格の持ち主。
魔王による現界侵略の尖兵を勤める。
悲哀大公
「虚界」の「四大大公」の一人。「自主規制」と書かれた覆面で顔を隠した美女。難解な言い回しを好み、部下に通訳させているが実は普通に喋れる。策士だが、自分の思い通りにならないとヒステリーを起こす感情的な面も。
　魔王に献身的な愛情を注ぐ。
鳳凰（フェニックス）
「生と死を分かつ怪造生物」の異名をもつ上級一位の怪造生物。まばゆい光に包まれた美女のような姿で、近づくものすべてを焼き尽くす炎そのもの。他の怪造生物の発言により存在が認知され、同時に「禁忌怪造生物」に指定されるが、錬ノ島了信が怪造するまで、だれにも存在の確認されない、いわば幻の怪造生物だった。異名のために、死者を復活させる能力があるかのように思われることもあるが、実際はあまりに危険すぎるためにつけられた異名に過ぎない。
肉体道楽（ヴェクサシオン）
「禁忌怪造生物」。危険すぎて、現在の怪造学会でも倒すことが出来ない。その正体は、人間と無数の怪造生物の合成種（キメラ）。あらゆる怪造生物を吸収し、人工の魔王となることを目的に生み出された。
疫病神（クラヤミオンナノコ）
「禁忌怪造生物」であり、「偶発的怪造生物」。周囲に不幸をもたらす能力を持つ。錬之島の妻・子供を殺害した。
氷雪舞姫（ヘルシャーベット）
「雪と氷の支配者」の異名を持つ上級一位の怪造生物。怪造した宇宙木氷蜜に取り憑き常に体温を奪い続けている。
雪童（クールキューティー）
下級二位の怪造生物。その名の通り、氷を作り出す能力を持つ。
愛天使（シャリテコラール）
中級一位の怪造生物。皆を幸せな気分にする、「共感」の能力を持つ。
癇癪蜥蜴（オコリンボウ）
爬虫類のような姿だが二足歩行をし火を噴く中級二位の怪造生物。
火の粉（フレイムチャウダー）
子犬くらいの大きさで紅蓮色の鉱物的な皮膚を持つ下級二位の怪造生物。
木霊（メガオン）
音を操る能力を持つ下級二位の怪造生物。
闇紡ぎ（スポットナイト）
闇をつくり出す能力を持つ下級三位の怪造生物。
蒐集冥王（コレクトプルートー）
暗い心を持った死者の声を聞くことができる能力を持つ。
膨らしっ娘（ベーキング☆パウエル）
他の怪造生物の大きさを変える能力を持つ下級二位の怪造生物。唯一話す言葉は「ゆめときぼう」。
走馬灯処刑騎士（ナイトメア・ナイト）
　魔王を打ち倒すために、虚無大公が生み出した虚無断片の一つ。 魔姫を助け出そうとしたが、 魔姫に刺され「憤怒大公」の炎に焼かれてしまった。
　その後、香美と出会い、泣いていた彼女を魔姫に重ねあわせ、香美を「姫様」と呼び忠誠を誓うようになった。
魔姫（まき）
虜の姫、虚界の姫と呼ばれる謎の多い女性。かなりよごれたウェディングドレスとヴェールを身に着けている。
　その正体は、潮静が虚界を作る要因を作った寂憐院の始祖である寂憐院秘継（じゃくれんいん　ひつぎ）（もしくはその複製）。魔王に心酔されているため、虚界の全てに対して絶対命令権を持つ。潮静と魔王の争いを嘆いていたが、伊依と出会い彼女に自分の力を貸すことを決める。最終兵器独唱第五番（パンドラ・オンリーワン）そのもの。

## 用語
虚界（アンダカ）
怪造生物（モンスター）が生息している異世界。
現界（カナイ）
虚界に対して主人公たちが住む世界。
怪造（かいぞう）
怪造生物（モンスター）を虚界から現界に呼び出すこと。「門」と虚界に同調する能力が必要。呪文を唱え呪印を結んで行う。
怪消（かいしょう）
怪造とは逆に怪造生物を虚界に送り返すこと。基本的に怪造した本人のみに可能である。
物造（ぶつぞう）
　虚界から物質を呼び出すこと。かって魔王が現界から持ってきた私物を盗み出すことで、成功する現象。
虚界呪具（マテリアル）
　物造によって召喚された物質。現在確認されているのは、「虐十字」と「朧武朧」のみ。
門（GATE）
アンダカストーンという貴金属で造られた、虚界と現界をつなぐ腕輪。怪造学者見習（モンスティスト・エッグ）には白色、怪造学者（モンスティスト）には赤色、怪造学教授（レイ・モンスティア）には金色の「門」が支給される。
怪造生物（モンスター）
虚界に住む生物。戦闘能力、特殊能力、怪造の難易度によって上級、中級、下級とランク付けされ、さらにそれぞれ一位から三位に分けられる。一般人からは恐れられている存在。
禁忌怪造生物（タブー・モンスター）
危険なため怪造することを禁じられた怪造生物。
偶発的怪造生物（アクシデント・モンスター）
怪造の際に怪造生物自身の意思で呪文や呪印に便乗して現れる怪造生物。極めて希少。
放浪怪造生物（ワイルド・モンスター）
怪造学者を殺すなどして、研究所から逃げ出した野良の怪造生物。
眷属
　大公直属の部下。大公の命令に絶対服従し、従う。
断片
　大公の存在を切り取って作られる力の結晶。
「虚無大公」の断片は、虚無断片（ブラックホールパール）、「喜悦大公」の断片は、喜悦断片（ピエロトパアズ）、「憤怒大公」の断片は、憤怒断片（ゲヘナダイアモンド）、「悲哀大公」の断片は、悲哀断片（クトゥルーキャッツアイ）と称される。

## 既刊一覧
- 日日日（著）・エナミカツミ（イラスト） 『アンダカの怪造学』 角川書店〈角川スニーカー文庫〉、全10巻
  1. 「ネームレス・フェニックス」2005年5月31日発売、ISBN 4-04-481001-X
  2. 「モノクロ・エンジェル」2005年11月30日発売、ISBN 4-04-481002-8
  3. 「デンジャラス・アイ」2006年4月28日発売、ISBN 4-04-481003-6
  4. 「笛吹き男の夢見る世界」2006年9月30日発売、ISBN 4-04-481004-4
  5. 「嘘つき魔女の見つめる未来」2006年12月28日発売、ISBN 4-04-481005-2
  6. 「飛べない蝶々の鳥かご迷路」2007年4月28日発売、ISBN 978-4-04-481006-1
  7. 「Pandora OnlyOne」2007年8月31日発売、ISBN 978-4-04-481007-8
  8. 「Every DayDream」2007年12月28日発売、ISBN 978-4-04-481008-5
  9. 「Hyper SamuraiSoul」2008年8月1日発売、ISBN 978-4-04-481009-2
  10. 「空井伊依の伝説」2009年2月28日発売、ISBN 978-4-04-481011-5
- 日日日（著）・エナミカツミ（イラスト） 『ジャンクガール・ジグ』 角川書店〈角川スニーカー文庫〉、全10巻
  1. 「あたしの飼い主」2008年9月30日発売、ISBN 978-4-04-481010-8
  2. 「負け犬たちの村」2009年3月31日発売、ISBN 978-4-04-481012-2